# Stykz
.Stykz — пакет программного обеспечения, представляющий собой развитие идеи Pivot Stickfigure Animator со множеством новых возможностей. Существуют версии для Windows и Mac OS X, в разработке находится версия для Linux.

## Особенности
Поскольку Stykz был создан на основе Pivot'а, у них много общих черт. У Stykz есть почти всё то, что и в Pivot, за исключением возможности установить фоновое изображение. Вместе с тем, Stykz обладает массой новых функций, которые приближают его к профессиональным программам. Например, присутствует возможность изменять цвет не всей фигуры, а отдельных её частей.

В Stykz исчез существовавший в Pivot конструктор фигур, но взамен этого стало возможным редактировать фигуры в основном окне. Также можно конвертировать файлы .stk из Pivot.

## Версии

### Stykz 1.0 (предрелизные версии)
Эти версии были выпущены на различных стадиях, чтобы утвердить особенности и идентифицировать ошибки перед выпуском версии 1.0. Первая общественная бета-версия для Mac была выпущена 25 декабря 2008, а для Windows — 22 февраля 2009.

### Stykz 1.0
Официальный релиз Stykz 1.0 был выпущен 26 ноября 2010.